# Capel (Kent)
Capel – wieś w Anglii, w hrabstwie Kent, w dystrykcie Tunbridge Wells. Leży 18 km na południowy zachód od miasta Maidstone i 49 km na południowy wschód od centrum Londynu. Miejscowość liczy 2315 mieszkańców.